# Paroecobius
Genre
Paroecobius est un genre d'araignées aranéomorphes de la famille des Oecobiidae.

## Distribution
Les espèces de ce genre se rencontrent à Madagascar, en Afrique du Sud et au Botswana.

## Liste des espèces
Selon World Spider Catalog (version 19.5, 04/12/2018) :
- Paroecobius nicolaii Wunderlich, 1995
- Paroecobius private Magalhães & Santos, 2018
- Paroecobius rico Magalhães & Santos, 2018
- Paroecobius skipper Magalhães & Santos, 2018
- Paroecobius wilmotae Lamoral, 1981

## Publication originale
- Lamoral, 1981 : Paroecobius wilmotae, a new genus and species of spider from the Okavango Delta, Botswana (Araneae: Oecobiidae: Oecobiinae). Annals of the Natal Museum, vol. 24, p. 507-512.